# Pekka Saravo
Pekka Saravo (* 23. listopadu 1979, Rovaniemi, Finsko) je bývalý finský hokejový obránce, který odehrál většinu kariéry za tým Tappara Tampere.
Hrál i za švédské kluby Linköpings HC a Luleå HF. Finsko reprezentoval v letech 2005, 2006 a 2007 na mistrovství světa.